# Yvorne
Yvorne és un municipi del cantó suís del Vaud, situat al districte d'Aigle.